# Кристи, Элиз
Эли́з Виктория Кри́сти (англ. Elise Victoria Christie; род. 13 августа 1990) — британская шорт-трекистка, участница Олимпийских игр 2010, 2014, 2018 годов, 3-хкратная чемпионка мира 2017 года, в том числе в многоборье, многократная призёр чемпионата мира, 11-кратная чемпионка Европы.

## Спортивная карьера
Эли́з Кри́сти родилась в Шотландии в городе Ливингстон, с 7-ми лет занималась фигурным катанием, а её мечта была собирать самолёты, и позже жалела, что не исполнила свою мечту. С 1998 по 2001 год училась в Римско-католической школе Св. Ниниана. В 2004 году начала заниматься шорт-треком раз в неделю на арене Centrum в Престуике, а в 15 лет её пригласили в команду, и она переехала в Ноттингем. За её первую победу получила коробку шоколадных конфет.
В национальную сборную попала в 2007 году и на своём первом чемпионате Европы в Вентспилсе выиграла золото в эстафете. Первой большой удачей Кристи в индивидуальных соревнованиях стало завоевание в 2010 году на Чемпионате Европы двух серебряных медалей на дистанциях 1500 и 3000 метров и бронзы в многоборье. В том же году британка выступала на Олимпиаде в Ванкувере, но на всех трёх дистанциях она занимала место во втором десятке. В 2013 году на чемпионате Европы Кристи выиграла две дистанции (1000 и 1500 метров). В том же сезоне на мировом первенстве Элиза завоевала бронзу на километровой дистанции.
На предолимпийском чемпионате Европы в Дрездене британка защитила свой титул на километровой дистанции, а в общем зачёте многоборья стала второй, а также выиграла с командой серебро в эстафетной гонке. В Сочи Элиза удачнее всего выступила на полукилометровой дистанции. На ней она вышла в финал, но уже в первом повороте спровоцировала массовое падение, в результате чего была дисквалифицировала и переведена на восьмое итоговое место. На двух других дистанциях британка также была дисквалифицирована за различные нарушения правил. В апреле того года организовала компанию Elise-Victoria LTD и стала её председателем.
В начале 2015 года Элиз стала чемпионкой Европы в многоборье на чемпионате Европы в Дордрехте, выиграв дистанции на 500 и 1500 м, а позже в России на чемпионате мира в Москве взяла два серебра на 500 и 1000 м. и стала 4-й в многоборье. Через год на чемпионате Европы в Сочи второй раз стала абсолютной чемпионкой Европы, выиграв все три дистанции, в марте на мировом чемпионате в Сеуле выиграла бронзу в общем зачёте. Её пик карьеры пришёлся на 2017 год, когда стала чемпионкой мира в многоборье на чемпионате мира в Роттердаме, победив на 1000 и 1500 м.
Элиз ехала на Олимпийские игры в Пхёнчхан, чтобы выиграть олимпийскую медаль после трёх дисквалификаций в Сочи. На первой дистанции 500 м она добралась до финала А и боролась за призы, но столкнулась с голландкой Ярой ван Керкхоф, которая лезвием конька порезала ей руку. Через 4 дня на 1500 м дошла до полуфинала, но была дисквалифицирована, к тому же получила травму лодыжки, но через 4 дня выступила на 1000 м и в предварительном раунде нарушила правила против венгерской спортсменки и была дисквалифицирована, вновь осталась без медалей.
После игр у неё начались проблемы психического расстройства, которые были ещё со школы, когда над ней издевались. В декабре 2018 она рассталась со своим парнем Шандором Шаолинем Лю, её тренер Никки Гуч был уволен, в течение двух лет она принимала антидепрессанты и даже пыталась нанести себе вред. Ушла из всех соцсетей на время.
В январе 2019 года Элиз участвовала на чемпионате Европы в Дордрехте и заняла второе место на 1500 м и третье на 1000 м и в общем зачёте завоевала бронзовую медаль. На следующий год на первенстве Европы выступала только на 1500 м и заняла 14-е место. Весной после начала пандемии коронавируса с закрытием катков с марта по сентябрь ей пришлось открыть домашний тренажерный зал и купить коньки. Также находилась в изоляции со своим бывшим парнем.
В 2021 году Кристи устроилась доставщиком пиццы в ноттингемский Pizza Hut, для того чтобы заработать деньги на Олимпиаду в Пекине, после того, как федерация урезала команде 8 млн. фунтов для подготовки к олимпиаде. Она занимается этим между тренировками и соревнованиями. «Мне нравится моя работа в пиццерии. Мне так повезло работать в такой замечательной команде. Я нашла новую семью», – написала Кристи в инстаграме.

## Личная жизнь
Эли́з Кри́сти встречалась с бывшим британским шорт-трекистом Джеком Уэлборном. Она изучала спортивные науки в колледже Лафборо.

## Награды
- 2013, 2015 года - названа спортсменкой года в Ноттингеме
- 2017 год - названа спортсменкой года Sunday Times